# Бих Микола Якимович
Микола Якимович Бих (16 серпня 1889, с. Жеребки Шляхетські, нині с. Жеребки Тернопільської області — 22 жовтня 1944, Комі АРСР, РРФСР) — український громадсько-політичний діяч; адвокат. Доктор права (1930). Член ЦК УНДО.

## Життєпис
У 1907—1911 рр. навчався у Львівському університеті. Працював в адвокатській конторі.
У 1918 році відмовився вступити до лав Чехословацького корпусу, за що був опісля ув'язнений.
У 1921 — повернувся до Львова, де продовжив займатися адвокатською практикою.
У 1928 році вступив до Українського національно-демократичного об'єднання. Відтоді активний його член.
З 1932 працює у Станиславові (нині Івано-Франківськ). Мав там власну адвокатську контору.
Брав активну участь у роботі українських товариств «Просвіта», «Рідна школа» та ін.
У 1939 році органами НКВС Миколу Биха заарештовано і засуджено до семи років каторги. Вивезено до Комі АРСР, де він і помер у 1944 році.
Реабілітований у 1994 році.